# Aleister Crowley dans la culture populaire
 (mars 2019).
Si vous disposez d'ouvrages ou d'articles de référence ou si vous connaissez des sites web de qualité traitant du thème abordé ici, merci de compléter l'article en donnant les références utiles à sa vérifiabilité et en les liant à la section « Notes et références ».
 (mars 2019).
L'œuvre et le personnage d'Aleister Crowley ont eu une influence significative sur nombre d'amateurs d'occultisme et, d'une manière générale, il existe de nombreuses références à Aleister Crowley dans la culture populaire. Des personnages fictifs plus ou moins directement inspirés de Crowley, apparaissent ou sont cités dans de nombreuses œuvres musicales, littéraires ou encore télévisuelles.

## Musique
Aleister Crowley a exercé une influence significative sur l'œuvre de musiciens de rock tels que David Bowie, Jimmy Page, Genesis P-Orridge, Jimi Hendrix, Ozzy Osbourne (Osbourne lui dédie un morceau hommage, Mr. Crowley), Jaz Coleman, chanteur de Killing Joke, et les groupes Tool, Iron Maiden (chanson Revelations sur l'album Piece of Mind), Edguy (morceau Out of Control), Coil, Throbbing Gristle, Psychic TV, Current 93, Cradle of Filth, yelworC (« Crowley » écrit à l'envers, groupe de dark wave), Christian Death, Fields of the Nephilim et les Beatles — son visage apparaissant sur la pochette de leur album Sgt. Pepper's Lonely Hearts Club Band.
Sur un de ses albums solo, Inside Of Emptiness, le guitariste des Red Hot Chili Peppers, John Frusciante, présente trois chansons inspirées de sa vie, écrites durant la lecture de textes de Crowley : Emptiness, I’m Around et 666. Crowley est aussi la principale source d'inspiration du groupe de Black/Death Metal Behemoth.
Le groupe Tiamat a mis en musique un de ses poèmes sur l'album Prey (2003), il s'agit du morceau final de l'album et il est intitulé d'après le nom du poème : The Pentagram.
David Bowie, y fait référence dans sa chanson Quicksand (1971, album Hunky Dory)
Jimmy Page, le guitariste du groupe Led Zeppelin, qui lui vouait une admiration considérable, a racheté son manoir de Boleskine qu'il a ensuite revendu.
Ministry, le groupe de metal industriel américain, a composé une chanson s'intitulant Golden Dawn sur leur album de 1988 The Land of Rape and Honey, sur laquelle on peut entendre entre autres des samples d'Aleister Crowley chantant son Call of The Second Aethyr.
Marilyn Manson, dans la chanson Misery Machine, fait référence à l'abbaye de Thélème : « We gonna ride to the abbay of Thelema ». Dans l'ouvrage Dissecting de Gavin Baddeley (traduit en français sous le titre L'Antéchrist Superstar) il est plusieurs fois fait mention de la fascination du chanteur pour Crowley au chapitre « Les anges des abysses ».
Rockin' Squat fait référence à Aleister Crowley dans le morceau Illuminazi 6.6.6.
Des enregistrements de la voix d'Aleister Crowley sont utilisés sur plusieurs morceaux de l'album Zvezda Mix de Gestalt OrchestrA et sur le morceau Being Alive de Chromatic.
The Legendary Pink Dots et Symbol Of Subversion, font référence à Aleister Crowley en intitulant une de leurs pièces : « Golden Dawn ».
The Royal Family & The Poor sort en 2001 un projet de 1988, Songs For The Children Of Baphomet, dont la première partie est dédié à Crowley, tandis que la seconde fait référence à son activité ésotérique.
Le groupe français Jack the Ripper y fait deux fois référence, dans le titre de son premier album The Book of Lies, et dans la chanson Aleister, de l'album Ladies First.
Bruce Dickinson, le chanteur d'Iron Maiden, est coscénariste du film Le Diable dans le sang (Chemical Wedding, Julian Doyle (en), 2008) dans lequel un professeur d'université se trouve être la réincarnation de Crowley. Il a composé son album solo Chemical Wedding (2008, Warner Music) dans la même optique.
En 2007, le groupe de black metal français Blut aus Nord fait paraître un album : Odinist sous-titré The Destruction of reason by illumination qui est une citation extraite d'une des œuvres d'Aleister Crowley.
Le groupe de musique Klaxons y fait référence dans sa chanson intitulée « Magick ».
Le groupe de black metal symphonique français Anorexia Nervosa a utilisé plusieurs extraits de son livre intitulé Temple of the Holy Ghost (recueil de poésies publié en 1974) dans sa chanson Worship Manifesto, sur l'album Redemption Process (2004).
Le groupe de metal italien Death SS a consacré un album à Aleister Crowley Do What Thou Wilt.
Le groupe belge dEUS fait référence à Aleister Crowley dans sa chanson Great American Nude qui apparaît sur son premier album Worst Case Scenario en 1994 (« She had this thing about Aleister Crowley / It was like a fascination »).
Le groupe de black/death metal Temple of Baal fait référence à Aleister Crowley dans son album Verses Of Fire (2013), à travers des textes comme το αστέρι 418 ou The Tenth Aethyr.
Le groupe post-punk expérimental français Norma Loy y fait par trois fois référence : dans l'album Sacrifice (1988), sur le titre 666, dans l'album Attitudes (1991), sur le titre Willpower, et dans l'album Baphomet (2016), sur le titre Baphomet Sunrise.
Le groupe de métal suédois Ghost, sur son album Impera (2022), lui rend hommage de deux façons. 
Tout d’abord, le morceaux Call Me Little Sunshine est une référence à une interview de Crowley dans laquelle il se nommait lui-même de cette manière.
La couverture même de l’album présente un Aleister Crowley revisité et transformé en Papa Emeritus IV, le leader satanique de Ghost.

## Littérature, bande dessinée, mangas

### Romans
En 1908 le romancier anglais Somerset Maugham raconte dans The Magician la vie d'Aleister Crowley, présenté dans le livre comme « Oliver Haddo ».[réf. souhaitée]
Aleister Crowley est un des personnages centraux du roman Blackout Baby, de Michel Moatti, paru en 2014 chez HC Éditions. Il s'agit d'un Crowley vieillissant, fatigué par l'âge et les bombardements allemands sur Londres, réévaluant Le Livre de la Loi et son « œuvre » passée .
L'auteur britannique Alan Moore a également étudié Crowley, qu'il cite directement dans sa série Promethea, dans un numéro spécialement consacré à la magie et au tarot. Il fait aussi apparaître brièvement Crowley enfant dans From Hell.
Dans le livre Au bonheur des ogres, Daniel Pennac identifie l'un des personnages (le professeur Léonard) comme étant la réincarnation d'Aleister Crowley.
Dans le roman de Robert Bloch Psychose, adapté au cinéma par Alfred Hitchcock, Aleister Crowley est une des lectures de Norman Bates, avec Ouspenski[Lequel ?].
Dans les romans Toaru Majutsu no Index, Aleister Crowley est le père de la magie occidentale moderne, puissant mage en son temps, qui prit la décision de renier son appartenance à la magie pour se consacrer à la science (deux camps opposés). Pour cela, il fut considéré comme l'ennemi public numéro 1 pour le camp de la magie, et se fait passer pour mort. Il devient l'homme au sommet de la cité-académie, pôle scientifique mondial, et désire éradiquer de la surface du globe la magie, créée à la base pour satisfaire ceux n'ayant pas de capacités surnaturelles « scientifiques ».
Aleister Crowley est une source d'inspiration pour le livre L'histoire sans fin de l'auteur allemand Mickael Ende, avec l'utilisation répétée des figures du tarot de Crowley à travers l'aventure, la doctrine inscrite sur l'amulette Auryn utilisée par l'un des héros : « Do what you wish » et le nom que le héros choisit de donner à l'impératrice : « Moonchild ».
Dans le roman de Jean Molla Le Jardin des sortilèges, le plus puissant mage noir et pire ennemi du héros se nomme Aleister Crowley.
Il donne également son nom — mais pas son prénom — à un démon dans De bons présages des auteurs britanniques Neil Gaiman et Terry Pratchett (dans la traduction française ce démon s'appelle Rampa).
Crowley est également cité dans l'ouvrage de Dan Brown, Le Symbole Perdu. Également cité dans le roman d'Eric Giacometti et de Jacques Ravenne, Conjuration Casanova, et dans celui de Sire Cédric, Le premier sang.
Il apparaît dans un chapitre du roman d'Ernest Hemingway, Paris est une fête où le narrateur le croise à Paris. L'auteur le confond avec Hilaire Belloc.
Il joue un rôle important dans le livre de Bob Garcia, Le Testament de Sherlock Holmes, paru en 2005.
Il est aussi l'un des personnages du roman d'Enrique Vila-Matas, Abrégé d'histoire de littérature portative. Il y incarne l'odradek d'Hermann Kromberg et revient à plusieurs reprises tout au long de l'ouvrage.
Crowley est le protagoniste du roman Perplejidad (Aleister Crowley en la Boca del Infierno), écrit par Carlos Atanes et publié par la maison d'édition Dilatando Mentes en 2024.

### Bande dessinée
Il apparaît aussi dans la bande dessinée W.E.S.T. dans laquelle son histoire est revue et adaptée pour l'esprit de la série.
Il est également le héros de la bande dessinée Alceister Crowley d'Antonio Cossu et Les gorilles de l'apocalypse d'Antonio Cossu et Louis Savary, où il apparait comme un détective de l'occulte.
Dans la bande dessinée Requiem, Chevalier Vampire, de Pat Mills et Olivier Ledroit, Aleister Crowley apparaît comme l'un des antagonistes principaux, réapparu en enfer sous le nom de Black Sabbat, un vampire ayant pour concubine un mandrill nommé Aiwass. 
Sous la dénomination de so-called wickedest Man on Earth, il apparaît succinctement dans Batman, Arkham Asylum, de Grant Morrison et Dave McKean, où il se contente de discuter du symbolisme de tarot égyptien et de jouer aux échecs.
Aleister Crowley est un des personnages principaux du comics Aleister & Adolf.

### Manga
Il apparaît dans le manga Inugami, le réveil du dieu chien, dans lequel il est parvenu à recréer l'Arbre de Vie du jardin d'Éden.
Il apparaît également dans le manga A Certain Magical Index en tant que directeur de la cité académique.
Dans les mangas, on peut citer Arystar Krory (Aleister Krory dans l'anime) de D.Gray-man, exorciste vampire au grand cœur capable de mordre les Akumas.

## Télévision, cinéma, dessin animé
Dans le dessin animé hentai Bible Black, la Lance de Longinus, apparait une descendante fictive d'Aleister Crowley dénommée Jody Crowley, laquelle rentre en compétition avec la méchante récurrente de la série, Reika Kitami. Il est aussi dans le réveil du dieu chien.
Dans la série télévisée Supernatural, un démon majeur de l'Enfer (un des personnages centraux de la série) s'appelle Alastair. Le roi de l'Enfer s'appelle Crowley.
Dans le film Le Diable dans le sang, réalisé par Julián Doyle, un timide professeur décide de ramener à la vie Aleister Crowley.
Dans la Famille Addams, le personnage de l'oncle Fétide, créé par Charles Adams, est une parodie d'Aleister Crowley.
Perdurabo (Where is Aleister Crowley?), film réalisé en 2003 par Carlos Atanes.
Dans le film L'héritage Valdemar, réalisé en 2010 par Jose Luis Allemande.
Les films de Kenneth Anger sont inspirés par Crowley, notamment Inauguration of the Pleasure Dome (1954), Invocation of My Demon Brother (1969), Lucifer Rising (1972) et Brush of Baphomet (2009).
Dans la saison 2 de la série télévisée X-Files : Aux frontières du réel, dans l'épisode La Main de l'enfer, épisode traitant du satanisme, le lycée dans lequel se déroule l'intrigue s'appelle Crowley High School.
Un court-métrage réalisé par Derek Jarman avec Genesis P-Orridge et des membres de Thee Temple ov Psychick Youth, montre de multiples scènes de magie sexuelle directement inspirée des pratiques de Crowley. Ce film, saisi par Scotland Yard en 1991 dans la demeure de P-Orridge à Londres à la suite d'une plainte fabriquée par la droite chrétienne fondamentaliste américaine, soumettra ce dernier à un mandat d'arrestation dont il échappera, se trouvant alors au Népal et trouvant exil aux États-Unis jusqu'à la découverte de la supercherie par la justice britannique.
Dans la série Netflix Les Nouvelles Aventures de Sabrina, Ambrose cite Crowley en comparant le maître charismatique qui l'a conduit à fomenter un attentat contre le Vatican à « un jeune Crowley ».
Dans l'épisode 3 de la saison 1 de la série Luther, l'homme qui enlève la jeune femme s'inspirerait des écrits de Crowley pour les textes qu'il écrit sur les murs avec le sang de ses victimes.
Dans la série Good Omens, le démon Crowley est l'un des deux personnages principaux.
Dans la série Lore Mythes et Croyances , l'épisode 6 de la saison 2 on le voit apparaître au côté de Jack Parsons .

## Jeu de rôle & Jeux Vidéos
Dans le jeu de cartes Vampire: The Eternal Struggle (basé lui-même sur le monde du jeu de rôle Vampire: The Masquerade ou Vampire : La Mascarade en français), Aleister Crowley est un des nombreux vampires pouvant être joués et fait partie du Clan Malkavien.
Dans le jeu de rôle Nephilim, Crowley est à la base du bouleversement magique provoquant la libération des Nephilims de leurs stases, au début du vingtième siècle.
Dans le jeu de rôle L'Appel de Cthulhu, dans la campagne Les Oripeaux du Roi, Aleister Crowley est un des personnages non joueurs que rencontrent les joueurs.
Dans le jeu de rôle Rétofutur, Aleister Crowley est un puissant « Non-A » dont l'histoire est présentée dans l'extension Les Agences.
Dans le RPG Suikoden, Crowley est un des 108 personnages du jeu. C'est un magicien d'une grande puissance qui serait à l'origine même de la destruction de toute une zone de la carte (les « Badlands », situées entre la République de Toran et la cité-État de Jowston) à la suite d'un duel avec un autre magicien, Mazus.
Dans le RPG Fallout 3, Aleister Crowley est une goule qui manipule le protagoniste pour qu'il tue des « goulophobes » dans la quête « Faut leur tirer dans la tête ».
Dans le jeu Curious Expedition, il est un des personnages jouables à débloquer. Il est accompagné de trois « cultistes ».
Dans le jeu Saints Row: Gat out of Hell (en), les protagonistes se retrouvent transportés en enfer après l'utilisation d'une mystérieuse tablette ouija ayant appartenu à Crowley. Écrits
Aleister Crowley fait aussi son apparition dans le jeu de cartes à collectionner Yu-Gi-Oh!, avec les cartes « Aleister l'Invokateur », « Invocation » et « Le Livre de la Loi », cartes basées sur les invocations de différentes bêtes occultes, telles « Caliga l'Invokhé ».
Dans la série de jeux Persona, des monstres sont tirés de l'occultisme, et certains sont décrits comme étant invoqués par un certain "A. Crowley".
Dans le jeu d’action "Nightmare Creatures", l’antagoniste principal est inspiré d’Aleister Crowley et se nomme "Adam Crowley".
Dans le jeu Alone In The Dark, plusieurs références sont faites dans les livres et courriers trouvés à Aleistere Crowley, sous le nom de Lord Boleskine ou Aleister Boleskine, "Lord  Boleskine" étant l'un de ses surnoms.